# Kalinina (rejon miński)
Kalinina (biał. Калініна; ros. Калинино, Kalinino; hist. Ignatycze) – wieś na Białorusi, w rejonie mińskim obwodu mińskiego, w sielsowiecie Michanowicze, około 11 km na południe od Mińska, na lewym brzegu Ptyczy.

## Historia
W XVII wieku Ignatycze należały do rodziny Chaleckich. W I połowie XVIII wieku zostały od nich kupione przez Radziwiłłów i włączone do dominium annopolskiego. Radziwiłłowie sprzedali ten majątek przed 1850 rokiem Rajmundowi Kałęczyńskiemu (Kałenczyńskiemu). Zofia Kałęczyńska (Kałenczyńska) (1834–1891), wychodząc za mąż za Włodzimierza Jelskiego, wniosła tę posiadłość w posagu do wspólnego majątku Jelskich. Włodzimierz Jelski (1820–1875) znany w kraju z nauki i cnót obywatelskich mieszkał w Ignatyczach w latach 1857–1863, jednak w tym krótkim czasie wsławił się wzorowym gospodarowaniem: uporządkowawszy rolnictwo, hodowlę i całą rezydencję, założył w ostatnich latach na wielką skałę przedsiębiorstwo sądowniczo-kwieciarskie, a głównie hodowlę róż kilkuset odmian, tudzież drzew. Zniósł też m.in. propinację. Za aktywne wspieranie powstania styczniowego został zesłany do guberni orenburskiej. Majątek, jako posag żony, ocalał od konfiskaty. Ostatnim właścicielem Ignatycz był Wilhelm Jelski (zm. w 1919 roku), syn Włodzimierza i Zofii.
W wyniku II rozbioru Polski Ignatycze znalazły się w 1793 roku w Imperium Rosyjskim. W latach 1919–1920 wieś znalazła się pod polskim zwierzchnictwem, wszedłszy w skład gminy Samochwałowicze. Ostatecznie, po ustaleniu przebiegu granicy polsko-radzieckiej znalazła się na terytorium ZSRR, od 1991 roku – na terenie Białorusi.

## Dawny dwór
Do początku XX wieku w Ignatyczach istniał niewielki, drewniany, parterowy dwór. Okres jego powstania jest nieznany, możliwe że wybudowali go jeszcze Chaleccy. Przed 1914 rokiem Jelscy przebudowali dwór: do częściowo rozebranego budynku dobudowano nowy, dwukondygnacyjny dom o zupełnie innym charakterze, bogato dekorowany, zwieńczony lukarną. Wilhelm Jelski był kolekcjonerem sztuki, szczególnie polskiego malarstwa. W jego domu znajdowały się obrazy m.in. Matejki, Wyczółkowskiego, Gierymskiego, Simmlera, Weyssenhoffa, Żmurki i wiele innych. Znaczna część tych zbiorów uległa zniszczeniu w czasie rewolucji październikowej w 1917 roku. Resztki, które zostały uratowane, przepadły po śmierci Jelskiego, w zawierusze wojny polsko-bolszewickiej. 
Dom był otoczony ogrodem, na tyłach znajdował się duży staw. Do dworu prowadziła monumentalnej wielkości brama wjazdowa. Obecnie dwór, dom zarządcy i brama są w ruinie. Oficyna, budynek gospodarczy i spichlerz zostały zaadaptowane do celów mieszkaniowych i gospodarczych.
Majątek w Ignatyczach został opisany w 1. tomie Dziejów rezydencji na dawnych kresach Rzeczypospolitej Romana Aftanazego.